# You Gotta Move
«You Gotta Move» —en español: «Tienes que moverte»— es una canción tradicional afroamericana de estilo espiritual. La letra lleva el mensaje cristiano de que, independientemente de la situación en la vida, es Dios quien determina el destino final. A partir de la década de 1940, la canción ha sido grabada por una gran variedad de músicos góspel, generalmente titulada como «You Got to Move» o «You've Got to Move».
En 1965, el bluesman de Misisipi Fred McDowell la registró como una pieza lenta, un Hill country blues con guitarra slide. Su interpretación inspiró muchas grabaciones subsecuentes, incluyendo una popular versión eléctrica de la banda de rock británica The Rolling Stones. El grupo interpretó y grabó la canción en 1969, y en 1971 la lanzaron en el álbum Sticky Fingers. La canción sigue generalmente un arreglo de un blues de 8 compases y ha sido comparado con «Sitting on Top of the World».

## Versión de The Rolling Stones
The Rolling Stones tocaron regularmente «You Gotta Move» durante su American Tour 1969. Grabaron una versión en los estudios de Muscle Shoals Sound de Alabama en diciembre de 1969. Fue incluida más tarde en su álbum Sticky Fingers de 1971. Mick Jagger canta con dialecto sureño y cuenta con un acompañamiento de la guitarra slide que sigue a la versión de McDowell. 
Dos versiones en vivo diferentes se encuentran como bonus tracks en la gira Get Yer Ya-Yas Out! de 1969 y en Love You Live de 1977. Este último cuenta con la participación de Billy Preston, que también participó en la versión de Sam Cooke. 
En las versiones grabadas por los Stones, «You Gotta Move» es acreditada a Fred McDowell y Gary Davis.

### Personal
Acreditados:
- Mick Jagger: voz, coros
- Keith Richards: guitarra acústica, guitarra eléctrica, coros
- Mick Taylor: guitarra eléctrica
- Bill Wyman: piano eléctrico
- Charlie Watts: batería

## Versiones de otros artistas
The Two Gospel Keys grabaron «You've Got to Move» en 1948. La interpretaron como una canción góspel uptempo. Interpretaciones similares seguidas por el Elder Charles D. Beck (1949), Rosetta Tharpe (1950), The Blind Boys of Alabama (1953) y Hightower Brothers (1956). El Reverend Gary Davis grabó la canción en 1962. Incluye un verso más ominoso.
En 1964, el cantante de soul Sam Cooke reformuló la canción con letras sobre una relación rota para su álbum Night Beat de 1963. Cuando Fred McDowell grabó más tarde la canción en 1965, usó las letras más cercanas a la versión de 1962 de Davis. Sin embargo, su versión tiene una línea de guitarra slide deslumbrante que dobla la voz. Un verso de la canción se inscribe en su lápida.
En 1990, Glenn Kaiser y Darrell Mansfield incluyeron la canción en el álbum Trimmed and Burnin'. Aerosmith interpretó la versión de los Stones para su álbum de covers blues Honkin' on Bobo en 2004. Realizan la canción a un ritmo de rock considerablemente más rápido y también nombraron el DVD coincidente You Gotta Move, después de la canción. El artista de Country alternativo Parker Millsap versionó la canción en su álbum The Very Last Day de 2016.